# Приказки за Том и Джери
„Приказки за Том и Джери“ на английски: Tom and Jerry Tales е канадско-американски анимационен телевизионен сериал с участието на дуетът котка и мишка Том и Джери. Продуциран от Warner Bros. Animation and Turner Entertainment Co., това е седмото въплъщение на поредицата „Том и Джери“, както за тях им първият телевизионен сериал, който подражава на оригиналните театрални късометражни филми, създадени от Уилям Хана и Джоузеф Барбера за Metro-Goldwyn-Mayer; първоначално се провеждаше в Съединените щати от 23 септември 2006 г. до 22 март 2008 г. на Kids' WB.
Джоузеф Барбера служи като изпълнителен продуцент на сериала преди смъртта му на 18 декември 2006 г. (превръщайки това в последен проект на Том и Джери с неговото участие) и получава исторически надпис в някои епизоди от първия сезон. Сериалът се състои от два сезона и 26 епизода, всеки от които се състои от три късометражни епизода с приблизително същата дължина като оригиналните театрални късометражни филми и се фокусира върху споделена тема между тях. Някои къси късометражни филми – като The Karate Guard - са произведени и завършени през 2005 г. като част от 30-годишен театрален график, анулиран близо две години след финансовия провал на „Шантави рисунки: Отново в действие“ (Looney Tunes: Back in Action).

## В България
В България първоначално се излъчен по Канал 1 през 2007 г., като сериалът върви всяка събота и неделя.
През 2008-2009 г. се излъчва по Diema Family. Преведен е като „Приключенията на Том и Джери“.
През 2013 г. започва повторно излъчване по bTV и bTV Comedy.

### Дублажи
| Обработка           | Главна редакция „КИНО“                    |
| ------------------- | ----------------------------------------- |
| Преводач            | Яна Янева                                 |
| Редактор            | Веселина Пършорова                        |
| Тонрежисьор         | Лилия Ангелова                            |
| Режисьор на дублажа | Лилия Константинова                       |
| Озвучаващи артисти  | Силви Стоицов Радослав Рачев Живка Донева |

| Озвучаващи артисти  | Цветослава Симеонова Илия Иванов Светослав Добрев |
| Преводач            | Стефан Мечков                                     |
| Тонрежисьор         | Албена Христова                                   |
| Режисьор на дублажа | Милена Манчева                                    |

| Озвучаващи артисти  | Ася Братанова Николай Николов Радослав Рачев Цанко Тасев |
| Преводач            | Яна Янева                                                |
| Тонрежисьор         | Стефан Македонски                                        |
| Режисьор на дублажа | Тамара Войс                                              |